# Siergiej Morozow (chodziarz)
Siergiej Siergiejewicz Morozow (ur. 21 marca 1988 w Sarańsku) – rosyjski lekkoatleta specjalizujący się w chodzie sportowym.
W 2005 zdobył złoty medal w chodzie na 10 000 metrów podczas mistrzostw świata juniorów młodszych w Marrakeszu. Zwycięzca chodu na 10 kilometrów podczas pucharu świata w chodzie (2006). W 2007 startował w pucharze Europy, na którym odniósł zwycięstwo w chodzie na 10 kilometrów.
8 czerwca 2008 roku Morozow przeszedł trasę liczącą 20 kilometrów w czasie 1:16:43 (lepszym od rekordu świata na tym dystansie), lecz wynik ten nie został nigdy zatwierdzony jako rekord globu. W tym samym roku wykryto w jego organizmie erytropoetynę, przez co nałożono na niego karę dwuletniej dyskwalifikacji (do 8 września 2010) oraz anulowano wszystkie rezultaty osiągnięte od 29 lipca 2008.
Po powrocie na arenę międzynarodową, Morozow zajął 13. miejsce w pucharze Europy oraz uplasował się na 12. pozycji podczas mistrzostw świata w Daegu (2011). W maju 2012 startował w pucharze świata w Sarańsku, na którym zajął 5. miejsce w chodzie na 20 kilometrów.
18 grudnia 2012 roku rosyjska federacja lekkoatletyczna nałożyła na Morozowa karę dożywotniej dyskwalifikacji, uzasadniając ją nieprawidłowymi wskaźnikami badań krwi przeprowadzonych u sportowca. Anulowano także jego wszystkie osiągnięcia od 25 lutego 2011 roku.

## Osiągnięcia
| Rok  | Impreza                               | Miejsce              | Konkurencja                      | Lokata     | Wynik    |
| ---- | ------------------------------------- | -------------------- | -------------------------------- | ---------- | -------- |
| 2005 | Mistrzostwa świata juniorów młodszych | Marrakesz            | chód na 10 000 metrów            | 1. miejsce | 42:26,92 |
| 2006 | Puchar świata w chodzie               | A Coruña             | chód na 10 kilometrów (juniorzy) | 1. miejsce | 40:26    |
| 2006 | Mistrzostwa świata juniorów           | Pekin                | chód na 10 000 metrów            | –          | DNF      |
| 2007 | Puchar Europy w chodzie               | Royal Leamington Spa | chód na 10 kilometrów (juniorzy) | 1. miejsce | 40:25    |
| 2007 | Mistrzostwa Europy juniorów           | Hengelo              | chód na 10 000 metrów            | 1. miejsce | 40:02,88 |